# 외산중학교
외산중학교(外山中學校)는 대한민국 충청남도 부여군 외산면 만수리에 있는 사립 중학교이다.

## 학교 연혁
- 1966년 11월 29일 : 학교법인 성인학원 인가
- 1966년 12월 19일 : 외산중학교 6학급 인가
- 1967년 3월 9일 : 외산중학교 개교
- 1978년 11월 10일 : 외산중학교 15학급 인가
- 1988년 2월 20일 : 제6대 설립자 이판식 이사장 취임
- 1990년 9월 29일 : 본관 18교실 증축
- 2021년 3월 1일 : 제10대 임성택 교장 취임
- 2023년 1월 5일 : 제54회 졸업식
- 2023년 3월 2일 : 제57회 입학식

## 참고 자료
- 외산중학교 - 한국교육학술정보원 학교알리미